# 7763 Crabeels
7763 Crabeels eller 1990 UT5 är en asteroid i huvudbältet som upptäcktes den 16 oktober 1990 av den belgiske astronomen Eric W. Elst vid La Silla-observatoriet. Den är uppkallad efter Henri Crabeels.
Asteroiden har en diameter på ungefär 8 kilometer och den tillhör asteroidgruppen Agnia.